# Jacobus Christiaan Pieter Mossel
Jacobus Christiaan Pieter Mossel (1850 – Voorburg, 7 oktober 1919) was een Nederlandse burgemeester.
Mossel was een zoon van Gustaaf Willem Mossel en Catharina Helena Johanna Jeekel. Hij huwde met Martha Sara Julia van der Does. Mossel werd bij Koninklijk Besluit van 15 september 1898 benoemd tot burgemeester van Krommenie. Per 1 september 1909 is Mossel eervol ontslagen als burgemeester. Tien jaar later overleed hij op 69-jarige leeftijd.